# Kleezahn-Riesenratte
Die Kleezahn-Riesenratte (Lenomys meyeri) ist eine Nagetierart aus der Gruppe der Altweltmäuse (Murinae). 
Diese Nagetiere erreichen eine Kopfrumpflänge von 24 bis 29 Zentimetern, wozu noch ein 21 bis 29 Zentimeter langer Schwanz kommt. Ihr Fell ist dicht und wollig, es ist an der Oberseite olivgrau gefärbt, wobei die Mitte des Rückens oft dunkler ist als die Flanken. Die Unterseite ist weißlich-beige. Der hintere Teil des spärlich behaarten Schwanzes ist fleischfarben. Namensgebendes Merkmal sind die drei auffälligen Reihen von Höckern auf den Molaren.
Kleezahn-Riesenratten kommen nur auf der zu Indonesien gehörigen Insel Sulawesi vor, wo sie von den nördlichen und westlichen Teilen bekannt sind. Sie sind Bodenbewohner, die in Erdbauen leben, sie können aber auch auf Bäume klettern. Ihre Nahrung besteht aus grünen Pflanzenteilen.
Gebietsweise werden diese Nagetiere durch die Zerstörung ihres Lebensraums in Mitleidenschaft gezogen, insgesamt ist die Art aber laut IUCN nicht gefährdet.
Systematisch wird die Art innerhalb der Altweltmäuse in die Pithecheir-Gruppe eingeordnet.